# Nagroda im. Jana Cybisa
Nagroda im. Jana Cybisa – wyróżnienie przyznawane artystom malarzom za całokształt twórczości przez Okręg Warszawski Związku Polskich Artystów Plastyków (ZPAP). Nagroda została ustanowiona w 1973 na cześć Jana Cybisa, który zapoczątkował działalność ZPAP po II wojnie światowej.

## Nagroda w latach 80.
W latach 1982–1988, z powodu rozwiązania ZPAP, nagroda była przyznawana przez niezależne Stowarzyszenie Historyków Sztuki. W latach 1985–1988 prorządowy Związek Polskich Artystów Malarzy i Grafików (ZPAMiG) przyznawał konkurencyjną nagrodę im. Jana Cybisa za wybitne osiągnięcia malarskie oraz twórczą aktywność społeczną. Otrzymali ją wtedy: Eugeniusz Geno Małkowski w 1985 roku, Leon Michalski w 1986 roku, Maria Wollenberg-Kluza w 1987 roku, Kazimierz Ostrowski w 1988 roku. Od 1989 roku nagroda jest przyznawana ponownie przez Okręg Warszawski ZPAP.

## Laureaci
| - 1973 - Tadeusz Dominik - 1974 - Krzysztof Bucki - 1975 - Jan Dziędziora - 1976 - Witold Damasiewicz - 1977 - Jacek Sempoliński - 1978 - Jan Berdyszak - 1979 - Rajmund Ziemski - 1980 - Stefan Gierowski - 1981 - Barbara Jonscher - 1982 - nagrody nie przyznano - 1983 - Jacek Sienicki - 1984 - Jerzy Tchórzewski - 1985 - Jan Tarasin - 1986 - Jerzy Panek - 1987 - Jan Lebenstein - 1988 - Jerzy Nowosielski - 1989 - Stanisław Fijałkowski (malarz) - 1990 - Józef Czapski - 1991 - Łukasz Korolkiewicz - 1992 - Zbigniew Makowski - 1993 - Henryk Błachnio - 1994 - Jan Dobkowski - 1995 - Ryszard Winiarski | - 1996 - Erna Rosenstein - 1997 - Jerzy Mierzejewski - 1998 - Leon Tarasewicz - 1999 - Tomasz Ciecierski - 2000 - Teresa Pągowska - 2001 - Jadwiga Maziarska - 2002 - Jacek Waltoś - 2003 - Aleksandra Jachtoma - 2004 - Jarosław Modzelewski - 2005 - Jerzy Kałucki - 2006 - Andrzej Dłużniewski - 2007 - Roman Owidzki - 2008 - Tomasz Tatarczyk - 2009 - Robert Maciejuk - 2010 - Ryszard Grzyb - 2011 - Paweł Susid - 2012 - Marek Sobczyk - 2013 - Jadwiga Sawicka - 2014 - Wojciech Fangor - 2015 - Kōji Kamoji - 2016 - Grzegorz Sztwiertnia - 2017 - Włodzimierz Pawlak - 2018 - Rafał Bujnowski | - 2019 - Wilhelm Sasnal (odmówił przyjęcia nagrody) - 2020 - Magdalena Moskwa - 2021 - Janusz Lewandowski - 2022 - Andrzej Podkański - 2023 - Grzegorz Pabel - 2024 - Stanisław Baj |